# Himertosoma aberrans
Himertosoma aberrans là một loài tò vò trong họ Ichneumonidae.